# فیل سیلورز
فیل سیلورز (انگلیسی: Phil Silvers؛ ۱۱ مهٔ ۱۹۱۱ – ۱ نوامبر ۱۹۸۵) یک هنرپیشه و کمدین اهل ایالات متحده آمریکا بود. وی بین سال‌های ۱۹۳۷ تا ۱۹۸۳ میلادی فعالیت می‌کرد.

## مرگ
در ۱ نوامبر ۱۹۸۵، سیلورز در خواب در سنت سیتی، کالیفرنیا درگذشت.

## گزیده فیلم‌شناسی
فهرست برخی از فیلم‌هایی که فیل سیلورز در آنها به ایفای نقش پرداخته است:
- دنیای دیوانه، دیوانه، دیوانه، دیوانه
- تام، دیک و هری
- دختر مدل
- روکسی هارت
- داستان‌های منهتن
- قوی‌ترین مرد جهان
- می‌خواهی بخواه، نمی‌خواهی نخواه